# Roca del Millet
La Roca del Millet és una muntanya de 1.901 metres que es troba al municipi de Josa i Tuixén, a la comarca de l'Alt Urgell.